# Boursorama
Boursorama è una società di tecnologia finanziaria (fintech) francese, le cui attività si dividono principalmente tra la gestione del portale di informazioni Boursorama.com e l'attività di online banking con Boursorama Banque. Société Générale è azionista dell'intero capitale di Boursorama.
Fin dalla sua creazione, il sito Boursorama.com è stato il leader francese nelle informazioni sul mercato azionario online, rivolto sia ai singoli investitori che ai professionisti. Inizialmente specializzato in questa attività, Boursorama.com si è poi diversificato in informazioni politiche e generali con un focus economico.
A seguito di numerose acquisizioni e fusioni, in particolare con Fimatex nel 2002, Boursorama si è anche diversificata nel brokeraggio e nell'online banking, portando alla creazione dell'attuale Boursorama Banque.